# Aleksandr Sëmin
Aleksandr Valer'evič Sëmin (in russo Александр Валерьевич Сёмин?, Alexander Valerevich Semin; Krasnojarsk, 3 marzo 1984) è un ex hockeista su ghiaccio russo, di ruolo ala.

## Carriera

### Club

#### Esordi
Sëmin crebbe nel settore giovanile del Traktor Čeljabinsk, squadra con cui fece il proprio debutto professionistico nella seconda lega russa, la Vysšaja Hokkejnaja Liga, nella stagione 2001-02. Dopo aver segnato 21 reti con 8 assist con la divisa del Traktor nel Draft del 2002 fu scelto dai Washington Capitals al primo giro in 13ª posizione assoluta. Decise di rimanere in Russia per la stagione successiva, militando per la Lada Togliatti in Superliga.
Sëmin fece il suo debutto in NHL nella stagione 2003–04, con 10 reti e 12 assist in 52 partite giocate. Concluse la sua prima stagione in Nordamerica nel Maine, presso la formazione affiliata ai Capitals in American Hockey League, i Portland Pirates.
Durante il lockout della stagione 2004–05 Sëmin ritornò in Russia presso il Lada Togliatti, totalizzando 32 punti in 60 incontri giocati. I Capitals lo sospesero per l'intera stagione perché non scelse di restare presso i Portland Pirates nella AHL, come fu consigliato di fare agli altri giovani del roster della franchigia di Washington, sebbene ad Aleksandr Ovečkin fu permesso di restare alla Dinamo Mosca.
A causa di un equivoco circa gli obblighi di Sëmin nei confronti delle Forze Armate della Federazione Russa, che richiede a tutti gli uomini russi di servire per due anni, a Sëmin non fu permesso di far ritorno ai Capitals in occasione della stagione 2005–06. Considerata la stagione 2004–05 trascorsa presso il Lada Togliatti come primo anno di servizio militare, Sëmin rimase a Togliatti anche per la stagione successiva, essendo l'unica squadra presente nel distretto militare dove fu reclutato. Sëmin era il giocatore più pagato da parte della squadra, tuttavia nell'autunno del 2005 a causa di problemi finanziari il Lada rescisse il contratto col giocatore, ceduto il 22 novembre al Chimik Mytišči.

#### Ritorno in NHL
Terminati gli obblighi di Sëmin con l'esercito, il giocatore sottoscrisse un contratto biennale con i Capitals l'11 aprile 2006, concludendo così il contenzioso con le autorità russe. Dopo due anni di lontananza dai Capitals Sëmin segnò la prima rete della stagione 2006-07 contro i New York Rangers il 5 ottobre 2006, mentre nell'incontro successivo contro i Carolina Hurricanes siglò un hat trick. Nel corso della stagione l'allenatore Glen Hanlon iniziò a far giocare nella stessa linea offensiva Aleksandr Ovečkin e Sëmin.
Dopo una stagione 2006-07 positiva, Sëmin ebbe un calo realizzativo nel corso della stagione 2007-08, segnando solo 42 punti e saltando ben 19 partite. Insieme ad Ovečkin e all'attaccante svedese Nicklas Bäckström Sëmin nella stagione 2008-09 concluse la regular season con 79 punti all'attivo; il 3 marzo 2009, giorno del suo 25º compleanno, mise a segno il centesimo gol in carriera nella NHL contro il portiere dei Carolina Hurricanes Cam Ward. Per i primi due mesi della stagione Sëmin primeggiò nella classifica dei marcatori, prima di incorrere in una serie di infortuni.
Il 26 luglio 2012 fu ufficializzato il suo trasferimento ai Carolina Hurricanes con un contratto annuale dal valore di 7 milioni di dollari. Durante il lockout della stagione 2012-13 scelse di tornare nella città natale presso il Sokol Krasnojarsk, club militante nella seconda serie russa, la VHL. Dopo quattro partite giocate nella città natale accettò l'ingaggio da parte della Torpedo Nižnij Novgorod, squadra della Kontinental Hockey League, per il prosieguo del lockout. Sëmin segnò la rete numero 200 in NHL l'11 febbraio 2013 nel successo per 6-4 sui New York Islanders. Il 25 marzo i Carolina Hurricanes offrirono a Sëmin un rinnovo valido per cinque stagioni dal valore di 35 milioni di dollari.
Dopo un breve passaggio ai Montreal Canadiens, nel dicembre 2015 Sëmin fece ritorno in Russia nella Kontinental Hockey League con i Metallurg Magnitogorsk, formazione con la quale vinse la Coppa Gagarin del 2016.
Rimase ai Metallurg Magnitogorsk anche nella stagione successiva, al termine della quale annunciò il ritiro per dedicarsi agli studi.

### Nazionale
Aleksandr Sëmin esordì nella nazionale U18 nel mondiale del 2002, giocando 8 partite con 8 reti e 7 assist e conquistando la medaglia d'argento. Nella primavera del 2003 a 19 anni fece il suo esordio con la nazionale maggiore al mondiale di Finlandia 2003, disputando 6 incontri. Alla fine dell'anno con la selezione Under-20 giocò i mondiali di categoria, raccogliendo 4 punti in 6 partite.
Nelle stagioni trascorse in Russia alternò le presenze ai campionati mondiali, conquistando un bronzo nel 2005, a quelle del torneo internazionale Euro Hockey Tour. Di ritorno in Nordamerica prese parte al mondiale di Canada 2008, dove la Russia conquistò il primo titolo mondiale a partire dal 1993. Sëmin concluse il torneo con 6 reti e 7 assist raccolti in 9 gare.
Sëmin fece il suo esordio ai Giochi olimpici invernali in occasione del torneo olimpico di Vancouver 2010. Pochi mesi dopo invece prese parte ai mondiali disputatisi in Germania, dove vinse la medaglia d'argento. Dopo essere stato eliminato dai playoff NHL Sëmin fu invitato insieme ad Ovečkin al mondiale del 2012, dove conquistò il secondo titolo mondiale personale.

## Palmarès

### Club
- Coppa Gagarin: 1

Magnitogorsk: 2015-2016

### Nazionale
- Campionato mondiale di hockey su ghiaccio: 2

Canada 2008, Finlandia-Svezia 2012